# سیارک ۲۴۱۴۱۸
سیارک ۲۴۱۴۱۸ (به انگلیسی: 241418 Darmstadt، نامگذاری:2008UX201)۲۴۱۴۱۸مین سیارک کشف شده‌است که در ۳۱ اکتبر ۲۰۰۸ کشف شد.